# Урукский период
Уру́кский период или Уру́к — археологическая культура начала раннего бронзового века в Южной Месопотамии (современный Ирак). В общих чертах датируемая серединой 4-го тысячелетия до н. э.; зачастую включает также последующий период Джемдет-Наср (около 3100—2900 гг. до н. э.). Частично совпадает с протописьменным периодом в трудах историков и лингвистов. Название — по городищу Варка (Урук) в Южном Ираке, где были впервые обнаружены типичные находки этого времени. Охватывала Южный и Центральный Ирак. Развилась из культуры предшествующего убейдского периода; сменилась культурой Джемдет-Наср или раннединастического периода шумерской цивилизации. С Уруком традиционно связывается возникновение цивилизации в Месопотамии (урбанистическая революция) и гипотетическое прибытие её условных создателей — шумеров. Именно в урукскую эпоху Месопотамия превращается в «колыбель цивилизации».

## Хронология и периодизация
Соответствует XIV—IV слоям городища Варка (Урук). В широком смысле он включает также время конца IV—начала III тысячелетия до н. э. (III слой Варки), выделяемое в особый период Джемдет-Наср. С появлением первых образцов письменности (слои V—IV b Варки) Урук частично совпадает с Протописьменным периодом, который разделяется на два этапа — ПП I (=Варка V—IV) и ПП II (=Варка III/Джемдет-Наср).

## Материальная культура
Урукская культура сформировалась на базе убейдской, которая к концу своего существования подверглась существенной трансформации (введение гончарного круга и опосредованно — колеса, стандартизация керамики, распространение нерасписной посуды, изменения в погребальном обряде, оружие в захоронениях и т. д.). В трудах начала XX века эти изменения связывались с гипотетическим приходом нового населения — шуме́ров, поиск прародины и родственных связей которых составил основное содержание особой «шумерской проблемы»; в середине XX века Дж. Оутс доказала глубокую преемственность в материальной культуре между Убейдом и Уруком. Раннее население Южной Месопотамии могло быть полиэтничным, однако древнейшие читаемые образцы письменности отражают особенности шумерского языка; по этой причине цивилизация Древней Месопотамии на ранних этапах часто именуется шумерской или Шумером.

Наступление урукской эпохи происходило на фоне дальнейшего иссушения климата, когда условия жизни в Южной Месопотамии приблизились к экстремальным. Общее число поселений сокращалось, жители деревень переселялись в протогорода. Массовый отток населения за пределы Южной Месопотамии породил феномен шумерской или урукской колонизации (экспансии); сам облик этих колоний (Хабуба-Кабира, Джебель-Аруда и др.) указывает на организованность процесса. Стремительный рост протогородов в Южной Месопотамии приводил к превращению их в древнейшие города — центры ранних территориальных общин. Крупнейшим известным поселением того времени была Эа́нна (часть будущего города Урук), где располагался крупный храмовый комплекс.

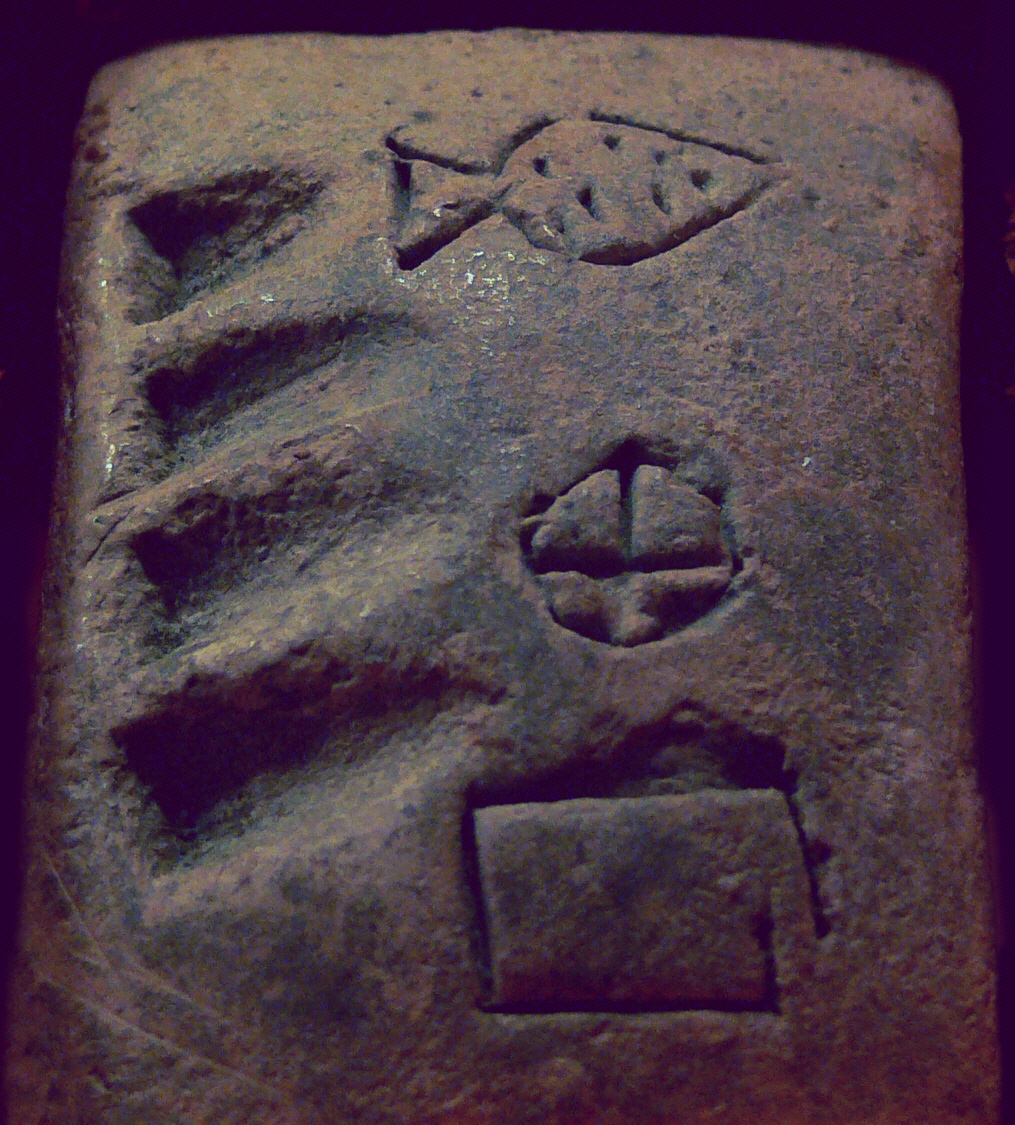
Табличка учёта из Эанны со знаками древнейшего пиктографического письма. Фаза Урук IV. Пергамский музей

Рост богатства храмов отражал укрепление позиций жречества, которое могло выполнять как культовые, так и административные функции: древнейшие известные титулы шумерских правителей часто были связаны именно со жреческой средой. С храмами также часто соотносятся находки дорогостоящих изделий, что указывает на выделение особых ремесленников, специализировавшихся на изготовлении предметов роскоши. Усложнение храмовых хозяйств требовало совершенствования систем учета; вместо архаичных печатей и токенов в Эанне впервые стали использоваться пиктограммы на глиняных табличках (IV слой Варки) — прообраз древнейшей месопотамской письменности. Эволюционировали и традиционные знаки собственности — появились первые цилиндрические печати. Помимо храмов, административные функции могли сохранять и гипотетические общинные институты (народное собрание, совет старейшин), сдерживавшие обособление правящей элиты: свидетельства последней в урукской Южной Месопотамии по-прежнему ненадёжны.

## Период Джемдет-Наср
Многие исследования включают в урукскую эпоху также последующий период Джемдет-Наср (конец IV—начало III тысячелетия до н. э.), продолжавший урбанистическую революцию в Южной Месопотамии. Дальнейшей прогресс в экономике отражался в развитии ирригационной сети, расширении межрегиональных торговых связей, совершенствовании ремесла и его стандартизации на обширной территории Юга. Доминирующей культурой Южной Месопотамии оставалась шумерская: архаические письменные источники того времени связывают с шумерским языком. Развитие храмовых хозяйств привело к появлению первых архивов табличек учёта, выполненных архаической клинописью. С храмами было связано выделение лидеров местных территориальных общин (так называемые вожди-жрецы): в рассматриваемое время появились их первые изображения. Выделение элиты сопровождалось завоевательными походами в соседние страны, прежде всего в горную страну — Элам: древнейший иероглиф, обозначавший раба трактуется как «человек гор, чужак». Возникли первые династии шумерских правителей, смутные воспоминания о которых отразились в легендах о «допотопных» царях, последовательно правивших в отдельных городах Юга. Централизация территориальных общин привела к формированию системы «номов» — будущих городов-государств Шумера. В указанное время уже могли существовать «номы» с центрами в городах: Эшнунна, Сиппар, Джемдет-Наср и Телль-Укайр (совместно), Киш, Абу-Салабих, Ниппур, Шуруппак, Урук, Ур, Адаб, Умма, Ларак, Лагаш и Акшак. К концу периода Джемдет-Наср относятся следы масштабного наводнения, воспоминания о котором частично легли в основу мифа о Потопе. Совпавшие с этим изменения в материальной культуре в начале XX века интерпретировались как свидетельства вторжения нового населения — восточных семитов (предков акка́дцев); однако обстоятельства и время появления последних в Месопотамии остаются неясными.

## Урук за пределами Южной Месопотамии. Период Гавры
В Северной Месопотамии за пределами коренной территории Урука, соответствующая эпоха иногда выделяется в особый период Гавры. Там происходили схожие процессы социально-экономической трансформации; однако их содержание и движущие силы неясны. Местные общины не занимались ирригационным земледелием, а храмы там, вероятно, не обладали таким влиянием как на Юге. Известные древнейшие города и протогорода Севера (Телль-Брак, Тепе-Гавра и др), а также храмы и многофункциональные общественные здания с менее выраженной культовой спецификой. Сравнительное богатство местных погребений (украшения из золота и драгоценных камней) указывает на обособление местных элит, а единичные антропоморфные изображения — на выделение неких эфемерных лидеров.